# 年忘れ必殺スペシャル 仕事人アヘン戦争へ行く 翔べ!熱気球よ香港へ
『年忘れ必殺スペシャル 仕事人アヘン戦争へ行く 翔べ!熱気球よ香港へ』（としわすれひっさつスペシャル しごとにんアヘンせんそうへいく とべ!ねつききゅうよホンコンへ）は、1983年12月30日の金曜日21:00 - 22:48に、朝日放送と松竹（京都映画撮影所、現・松竹撮影所）が共同製作・テレビ朝日系列で放送された時代劇。主演は藤田まこと。
必殺シリーズの長時間スペシャル第4弾である。
当時放映中だった『必殺仕事人IV』の番外編である。
アヘン戦争を題材した必殺シリーズのスペシャルで、エンディングでは藤田まこと演じる中村主水を始めとした仕事人達が返還前の香港を歩くシーンがあった。

## あらすじ
香港に住む劉孟春は日本人を母に持つ清国（現在の中国）の貿易商の娘。平和な日々を送っていたが、英国と清国の悪徳貿易商人との癒着によるアヘン密輸事件に巻き込まれる。父母を殺され、自身も失明した孟春は母の遺言を受け、晴らせぬ恨みを晴らしてくれる仕事人を求めて来日する。
孟春を追い、アヘン密輸商の面々も日本に向かう。孟春は清国の舞芸団（自称で、実際は日本人）に身を隠していたが、アヘン密輸商の武装団に発見されてしまう。偶々、舞台鑑賞に来ていた秀に助けられ、自分が仕事人であることを伏せて、依頼の筋を孟春から聞く。加代、順之助の助けを借りて、孟春を匿うことになり、主水に繋ぎを取るが家庭がある主水は清国行きを断念し、一時は裏の仕事を受けられないと断る。
おりくの仕事人の弟子 入船屋お北から協力を求められた、おりくと勇次はアヘン商人たちが日本に来ていることを知る。おりくと勇次から素状を聞いた主水たちは仕事を受けることを快諾した。
孟春を人足寄場に匿った主水たちだが、そこの主である平賀源内に協力を申し入れられ、気球を手に入れて、孟春を乗せ、香港へ旅立った。
洋上でのおりくたちと入船屋お北、アヘン商人達の交渉は決裂し、お北を人質に捕り、おりく、勇次、秀は船内から脱出。ナポレオン・ボナパルトの船に助けられ、主水たちと合流するが、源内を騙したお北は主水たちの祝宴の酒にアヘンを盛り、身体の自由を奪う。アヘン商人たちの襲撃に遭い、用済みのお北は始末され、孟春は連れ攫われてしまう。主水たちは小船で脱出したが、ナポレオンと源内はアヘン商人に殺され、ナポレオンの船も爆破されてしまう。
日本本土に何とか流れ着いた主水たちは清国まで奴らを追い、仕事続行を決意する。負傷したおりくを残し、主水、秀、勇次、加代、順之助は源内の気球を修理し、アヘン商人を倒す為に清国に向かう。

## キャスト

### 仕事人
- 中村主水 - 藤田まこと
- 飾り職人の秀 - 三田村邦彦
- 何でも屋の加代 - 鮎川いずみ
- 西順之助 - ひかる一平
- 三味線屋の勇次 - 中条きよし
- おりく - 山田五十鈴[注釈 1]
- 棺桶の錠 - 沖雅也[注釈 2]

### その他
- 中村りつ - 白木万理
- 中村せん - 菅井きん
- 筆頭同心 田中 - 山内としお
- 広目屋の玉助 - 梅津栄
- お民 - 林佳子
- ナレーター - 玉井孝

### ゲスト
- 劉孟春 - アグネス・チャン
- 遠山金四郎 - 栗塚旭
- ナポレオン・ボナパルト - クロード・チアリ
- 潘文虎 - 田中浩
- 西順庵 - 溝田繁
- 西巴 - 三浦徳子
- 国定忠治 - 近藤正臣[注釈 3]
- 入船屋お北 - 鰐淵晴子
- ジョン・ガーテン - ハル・ゴールド
- イタチの鉄 - 東悦次
- 賭場の胴元 - 筑波健
- 石川島の役人 - 松尾勝人
- 巫女 - 小林加奈代
- 踊り子 - 吉田みどり
- 踊り子 - 竹内典子
- 踊り子 - 新堀芳
- 踊り子 - 山中みき
- 踊り子 - 土居由枝
- 平賀源内 - 宮口精二

## スタッフ
- 制作 - 山内久司（朝日放送）
- プロデューサー - 辰野悦央（朝日放送）、桜井洋三（松竹）
- 脚本 - 吉田剛
- 音楽 - 平尾昌晃
- 監督 - 松野宏軌
- 撮影 - 石原興
- 照明 - 中島利男
- 殺陣 - 楠本栄一
- 題字 - 糸見渓南
- 制作協力 - 京都映画撮影所（現・松竹撮影所）
- 制作 - 朝日放送、松竹

## 主題歌
- 鮎川いずみ「花の涙」（CBSソニー（現・ソニー・ミュージックレコーズ））
作詞：中西冬樹、作曲：平尾昌晃、編曲：竜崎孝路
『必殺仕事人IV』の主題歌。